# Општина Завет
Општина Завет се налази у североисточној Бугарској и један од општина у области Разград.

## Географија

### Географски положај, граница, големина
Општина се налази на северу области Разград. Са површином од 273,872 км2 је 4 највећа међу седам општина у региону, што представља 11,27% од региона. Њене границе су следеће:
- на југоисток – Општина Исперих;
- на југозапад – Општина Разград
- на северозапад – Општина Кубрат;
- на североисток – Општина Тутракан и општина Главиница и Силистранска област

### Природни ресурси

#### Рељеф
Оопштина Завет се налази у централном делу Источне Дунавске равнице. Рељеф је раван и благо брдовит, дубоко урезан долине на истоку, висина се креће од 150 до 300 метара, а смањује од југа ка северу. Јужно подручјо општине пада на северу Лудогорска висораван овде и југоистоку села Острово, на граници са општином Разград је његова највиша тачка - Сиврикеше 334,2 м.

### Етничиски састав (2011)
Број и проценат етничких група према попису из 2011. године:
|                 | Укупно | Бугари | Турци  | Цигани | Остали | Не изјашњени | Нису дали одговор |
| --------------- | ------ | ------ | ------ | ------ | ------ | ------------ | ----------------- |
| Општина Разград | 10 586 | 1 458  | 6 423  | 563    | 16     | 413          | 1 713             |
| Општина Разград | 10 586 | 13.77% | 60.67% | 5.32%  | 0.15%  | 3.90%        | 16.18%            |

### Насеља
Општина има 7 насеља са популацијом од 10.856 људи.
| Насељено место | Број становника (2011 г.) | Површина земљишта km2 | Старо име      | Насељено место | Број становника (2011 г.) | Површина земљишта km2 | Старо име             |
| -------------- | ------------------------- | --------------------- | -------------- | -------------- | ------------------------- | --------------------- | --------------------- |
| Брестовене     | 2687                      | 54,125                | Карач          | Острово        | 2076                      | 73.782                | Велика ада            |
| Веселец        | 978                       | 221,452               | Шеремет кјоџ   | Прелез         | 753                       | 27.949                | Њузлар                |
| Завет          | 3.072                     | 59,738                |                | Сушево         | 641                       | 23.511                | Кара коджалар         |
| Иван Шишманово | 379                       | 13,315                | Ени Балабанлар | Укупно         | 10.586                    | 273,872               | нема насеља без земље |